# Paulina Weiner

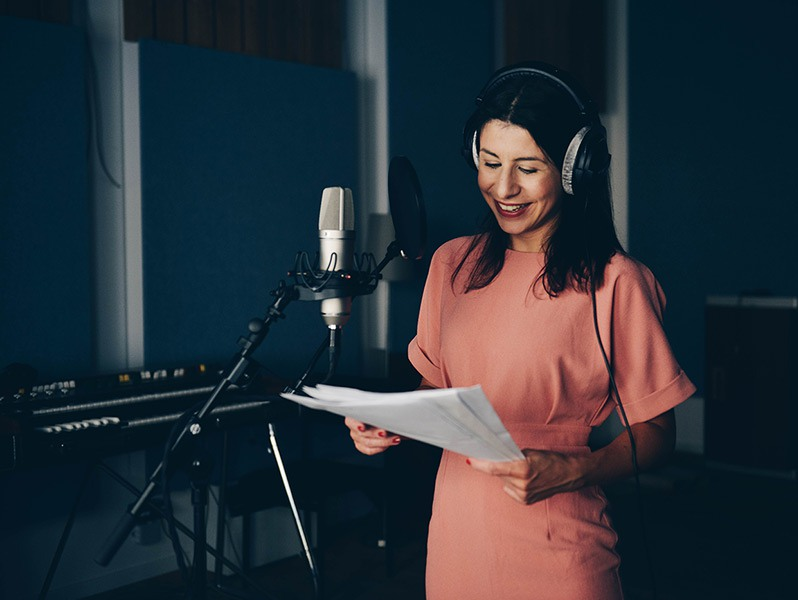
Paulina Weiner (2020)

Paulina Weiner (* 1989 in Düsseldorf) ist eine deutsche Synchronsprecherin, Schauspielerin, Moderatorin und Sängerin.

## Leben
Bereits im Kindesalter erhielt Paulina Weiner ihren ersten Schauspielunterricht. Erstmals in einem Tonstudio stand Paulina Weiner im Alter von 9 Jahren, als sie mit Udo Lindenberg das Lied „Wozu sind Kriege da“ neuvertonte. Sie war Mitglied des Kinderchors „Die Kurzen Hosen“, mit dem sie bis ins Jugendalter Udo Lindenberg auf Konzerttourneen begleitete und auf dem Studioalbum Panikpräsident sowie als Sängerin auf zahlreichen Albumproduktionen des Kinderliedermachers Volker Rosin mitwirkte, die unter anderem mit einer goldenen Schallplatte ausgezeichnet wurden.
Nach dem Abitur folgte dann die Schauspielausbildung an der Schauspielschule „art of acting“ in Berlin, die Weiner im Jahr 2013 erfolgreich abschloss. In den folgenden Jahren bildete sich Weiner mit Gesangsunterricht, Vocal Coaching oder Sprecher-Workshops weiter. Zu ihren Lehrern zählten unter anderem die Synchronsprecher Christian Rode, Irina von Bentheim und Mario von Jascheroff. Immer häufiger arbeitete sie dann als Sprecherin, auch für Commercials und Imagefilme (unter anderem für Volkswagen, Amazon Prime, L’Oréal, DM Drogeriemarkt, Sparkasse, Deutsche Bahn, Kaufland oder Otto). Ihre erste Sprechrolle bekam sie im Jahre 2002 als „Mädchen“ in einem Werbefilm mit Robert T-Online.
Weiner arbeitete 2014–2018 für das Online-People-Magazin Promiflash, für das sie vier Jahre lang als Station-Voice tätig war.
Weiner wirkte auch in vielen Computerspielen mit. Unter anderem spricht sie seit 2017 die Rolle Lyse in Final Fantasy XIV und ist seit 2019 die deutsche Stimme von Miles "Tails" Prower in der Computerspielreihe Sonic the Hedgehog. 2025 übernahm Weiner den Part der Erzählerin in Staffel 2 der Netflix-Show „Too Hot to Handle Germany“. 
Paulina Weiner ist Stammsprecherin der satirischen Online-Show Browser Ballett (ehemals Bohemian Browser Ballett), das 2019 mit dem Grimme-Preis ausgezeichnet wurde.

## Sprechrollen

### Filme
- 2002: T-Online - Robert T-Online ... Mädchen
- 2009: Lichtspuren ... Sarah
- 2010: Am I Evil ... Chrissy
- 2011: Hayat ... Schwester
- 2011: Halbstark ... Mädchen auf der Straße
- 2012: Zeynep ... Zeynep
- 2013: Serefe ... Kiara[6]
- 2013: Ecliptica Willkommen Mexico ... Mädchen
- 2014: Berlin ist auch anders ... Lynn
- 2015: A Perception ... Grace
- 2020: Tatort Unklare Lage ... Janja Rembeck
- 2022: Sonic the Hedgehog 2 ...  Miles Tails Prower
- 2024: Sonic the Hedgehog 3 ... Miles Tails Prower
- 2025: Ein Minecraft Film (A Minecraft Movie) ... Alex

### Musikvideo
- 2002: Ich Schwöre, Musikvideo von Udo Lindenberg

### Serien
- 2003: Menschen, Bilder, Emotionen ... Die Kurzen Hosen
- 2004: Absolut Udo Lindenberg ... Die Kurzen Hosen
- 2014: Helden der Hauptstadt ... Aylin
- 2015: Josephine Klick - Allein unter Cops, in der Folge „Touristen“ ... Emily
- 2022–2024: Sonic Prime ... Miles Tails Prower, Nine, Mangey, Sails
- 2024: Knuckles ... Miles Tails Prower
- 2025: Too Hot to Handle Germany, Off-Sprecherin

### Theater
- 2002: Das Schlaue Füchslein ... Solistin
- 2012: Unleserlich, bedeutet wahrscheinlich Ball ... Maria
- 2012: Figaros Hochzeit - Szenen ... Suzanne

### Hörspiele
- 2014: Dennis & Kim ... Kim[7]
- 2016: MIG3 – Auf der der Suche nach dem blauen Affen ... KaFee
- 2017: MIG Monsterparty ... Studentin
- 2017: Blood Red Sandman ... Maria
- 2024: Die drei ??? Kids, Folge 98: Geisterpferde … Edda[8]

### Computerspiele
- 2017: Final Fantasy XIV: Stormblood ... Lyse
- 2018: WarioWare Gold ... 9-Volt, Mona und Lulu
- 2018: Yo-kai Watch 3 ... Blizzle
- 2019: Team Sonic Racing ... Miles Tails Prower
- 2019: Mario & Sonic bei den Olympischen Spielen Tokio 2020 ... Miles Tails Prower
- 2021: Sonic Colours Ultimate ... Miles Tails Prower
- 2021: WarioWare: Get It Together! ... 9-Volt, Mona und Lulu
- 2022: Sonic Frontiers ... Miles Tails Prower
- 2023: The Legend of Zelda: Tears of the Kingdom ... Königin Sonia
- 2023: WarioWare: Move It! ... 9-Volt, Mona und Lulu
- 2024: Sonic X Shadow Generations ... Miles Tails Prower

## Gesang

### Alben
- 2017 Album "Udo Lindenberg – Panikpräsident", BMG
- 2016 Album "Deine TOPModel Songs Vol.2", Titel: "Unsere WG!", TOPModel (Depesche)
- 2016 Promo-Song "Beste Freundin", TOPModel (Depesche)
- 2015 Score zur Sendung "Kika Tanzalarm", Kinderstimme, KIKA
- 2014 Album "Tanz mit mir" (Volker Rosin), Kinderstimme, diverse Tracks, Universal Music
- 2013 Album "Kunterbunte Jahreszeiten" (Volker Rosin), Kinderstimme, diverse Tracks, Universal
- 2011 Soundtrack zum Film "Lichtspuren", Lead Vocals, Claire Walka Film
- 2011 Album "Volker Rosin Tanz mit mir! Seine schönsten Hits", Karussell
- 2009 Album "Komm, lass uns tanzen" (Volker Rosin), Kinderstimme, diverse Tracks, Universal
- 2008 Album "Dezember Disko" (Volker Rosin), Kinderstimme, diverse Tracks, Moon Records
- 2007 Compilation "Geschichten Aus 60 Jahren Amiga: Die Raritäten 1977 - 2007", Titel: "Sandmann’s Party", Amiga
- 2006 Album "Udo Lindenberg – Gegen Den Strom", Sony BMG
- 2006 Album "Jambo Mambo" (Volker Rosin), Kinderstimme, diverse Tracks, EDEL
- 2006 Album "Minidisco International" (Volker Rosin), Kinderstimme, diverse Tracks, EDEL
- 2006 Album "Kinderdisco" (Volker Rosin), Kinderstimme, diverse Tracks, EDEL
- 2005 Album "Flitze Flattermann & Bonus CD" (Volker Rosin), Kinderstimme, diverse, EDEL
- 2004 Album "Affenschrille Hitbananen" (Volker Rosin), Kinderstimme, diverse Tracks, EDEL
- 2004 Score "KiKa Tanzalarm" (Volker Rosin), Titelsong "Komm lass uns tanzen", Kinderkanal
- 2003 Album "Der Panikpräsident" (Udo Lindenberg), Sängerin "Die Kurzen Hosen", SONY
- 2002 Single "Ich Schwöre" (Udo Lindenberg), Sängerin "Die Kurzen Hosen", UNICEF
- 2000 Sampler "Tigerenten Club", Sängerin "Kids on Stage", Trimpop und Groß GbR
- 1999 Compilation Sandmanns Party SMASH! Vol. 7, Ariola
- 1999 Single "Sandmanns Party", Sängerin "Kids on Stage", BMG